# Spore Origins
Spore Origins – gra dla urządzeń przenośnych silnie oparta na grze Spore przeznaczonej dla komputerów stacjonarnych i konsoli siódmej generacji. Wydana została w dwóch wersjach - Java (telefony komórkowe) oraz HD (Windows Mobile, iPod, iPhone). Wersja HD posiada wzbogaconą grafikę i dźwięk, może być również obsługiwana za pomocą ekranu dotykowego.

## Rozgrywka
Spore Origins to uproszczony mechanizm fazy komórki znanej z oryginału. Gracz ma za zadanie rozwijać prymitywny organizm wielokomórkowy tak aby w toku ewolucji wyszedł na ląd z pramorza. Gra składa się z 18 sekcji rozgrywanych w 6 różnych lokacjach. Podstawowym zadaniem jest wchłanianie drobnych organizmów, które dostarczają stworzeniu gracza materiał genetyczny. Tym zasadniczo Spore Origins różni się od pierwowzoru - nie ma tu bowiem rozróżnienia pomiędzy organizmami roślinożernymi i mięsożernymi. Mimo to, organizm gracza jest w stanie atakować większe i pożerać mniejsze stwory. Niekiedy pożarcie jakiegoś konkretnego organizmu jest wymagane do ukończenia poziomu. Tak jak w Spore, dzięki pokarmowi organizm rośnie, a kurczy się po udanym ataku innych stworzeń. Na swojej drodze grający spotyka także symbioty – dodają one tymczasowe ulepszenia, takie jak możliwość podtrucia, zwiększona szybkość i odporność na ataki. Po opuszczeniu każdej lokacji, czyli w co 3 sekcji, gracz jest w stanie modyfikować wygląd stwora - dodając mu oczy, otwór gębowy, broń i inne oraz zmieniać jego kolor.
Dodatkowymi trybami gry są Przetrwanie (Survival) i Arena.